# Wu-chan (169)
Wu-chan (169) je víceúčelový raketový torpédoborec Námořnictva Čínské lidové osvobozenecké armády (NČLOA). Jedná se o druhou z dvou jednotek torpédoborců typu 052B.

## Stavba
Stavba lodi začala v roce 2000 v loděnici Ťiang-nan v Šanghaji. Na vodu byla spuštěna v říjen 2002, a do služby v NČLOA byla oficiálně uveden v prosinec 2004. Její trupové číslo je 169.

## Konstrukce
Posádku lodi tvoří 280 osob, z toho je 40 důstojníků. Výzbroj tvoří 16 protilodních střel YJ-83, 48 protiletadlových řízených střel ve dvou odpalištích 9K37M1-2 Štil, jeden jednohlavňový 100mm kanón H/PJ-87, dva systémy blízké obrany H/PJ-12 (typ 730), dva tříhlavňové 3244mm protiponorkové torpédomety B515 schopné odpalovat torpéda Jü-7 a dva 240mm protiponorkové raketomety typu 75. Na zádi lodi je letová paluba a hangár pro jeden vrtulník, např. Z-9 Chaj-tchun nebo Ka-28. Pohonný systém je koncepce CODOG, přičemž kombinuje dvě plynové turbíny DA80/DN80 o výkonu 29 100 hp a dva diesely MTU 12V 1163 TB83 o výkonu 4 420 hp. Nejvyšší rychlost lodi je 29 uzlů (53,7 km/h) a její maximální dosah je 4 500 námořních mil při rychlosti 15 uzlů.

## Služba
Loď slouží u Jihomořské floty, resp. nyní Námořnictva Jižního válčiště, a je součástí 2. flotily torpédoborců.
Od ledna do dubna 2009 se účastnila protipirátských operací v Adenském zálivu v rámci 1. eskortní operační síle námořnictva ČLOA spolu s torpédoborcem typu 052C Chaj-kchou (171) a zásobovací lodí typu 903 Wej-šan-chu (887). Tato operace, ač na základě mandátu Rady bezpečnosti OSN, nebyla součástí mírové mise OSN, ale iniciativou čínské vlády.